# Рыбхоз (Саратовская область)
Рыбхо́з — село в Новобурасскоом районе Саратовской области. Входит в состав Тепловского муниципального образования. Основано в 1903 году.

## География
Село находится на расстоянии примерно 3 км к юго-востоку от посёлка городского типа Новые Бурасы, административного центра района. 

### Часовой пояс
Село Рыбхоз, как и вся Саратовская область, находится в часовой зоне МСК+1. Смещение применяемого времени относительно UTC составляет +4:00.

## Население
| 2010 |
| ---- |
| 20   |

### Национальный состав
Согласно результатам переписи 2002 года, в национальной структуре населения русские составляли 89 % из 9 чел.